# Liste der Europameister im Naturbahnrodeln

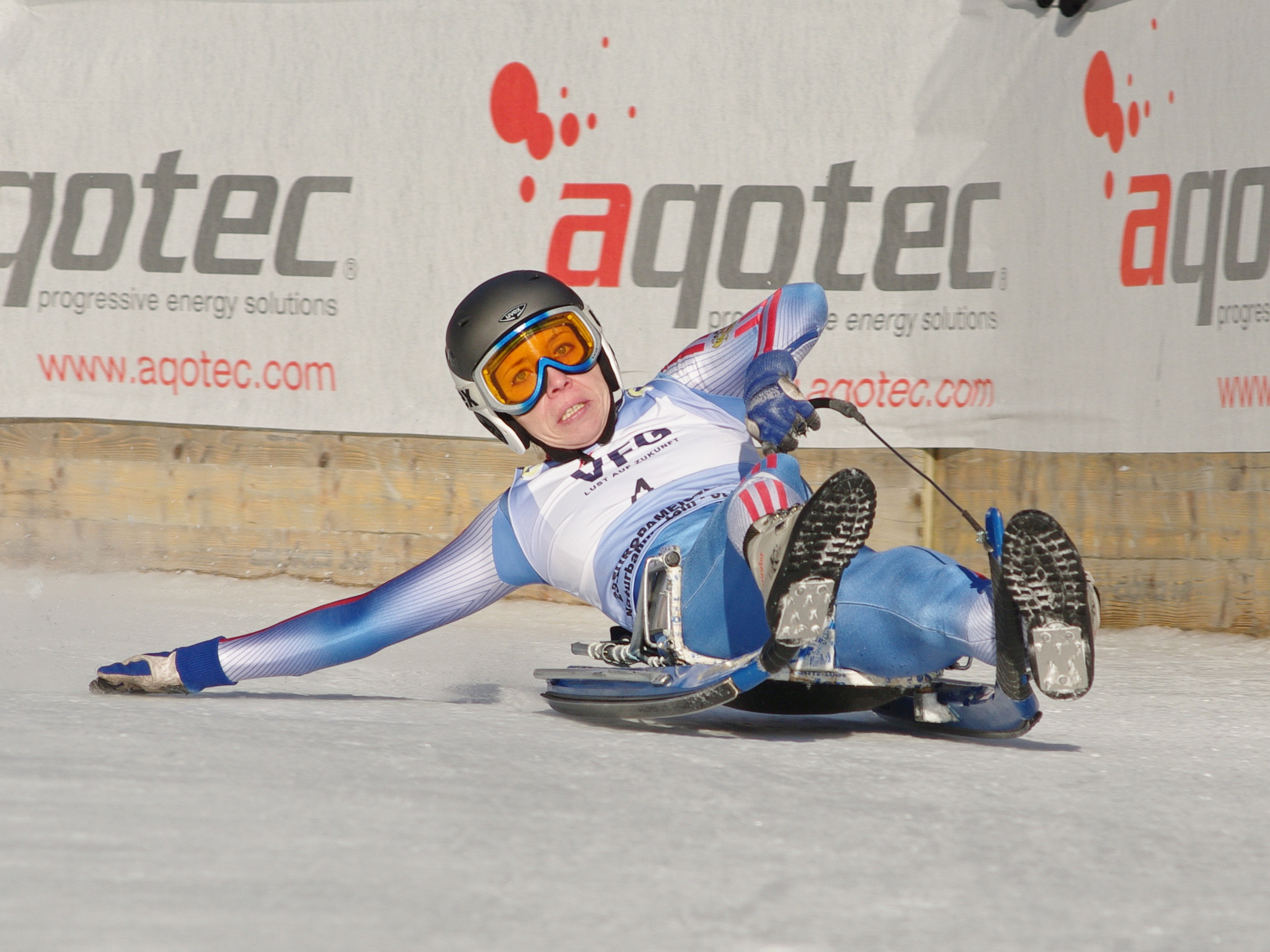
Jekaterina Lawrentjewa (hier bei der Europameisterschaft 2010) gehört mit sechs Weltmeistertiteln zu den erfolgreichsten EM-Starterinnen.

Die Liste der Europameister im Naturbahnrodeln verzeichnet alle Europameister sowie Medaillenträger des Wettbewerbes, welcher seit 1970 in den Disziplinen Einsitzer Herren, Einsitzer Damen und Doppelsitzer ausgetragen wird. Seit 2010 wird auch ein Mannschaftswettbewerb ausgetragen. Organisiert werden die Rennen von der FIL. Bislang gab es nur Medaillengewinner aus vier verschiedenen Verbänden: Italien, Österreich, Russland sowie Polen. Bisher fanden insgesamt 28 Naturbahnrodel-Europameisterschaften in sechs unterschiedlichen Ländern statt.

## Einsitzer Herren
| EM   | Austragungsort             | Gold                | Silber              | Bronze              |
| ---- | -------------------------- | ------------------- | ------------------- | ------------------- |
| 1970 | Kapfenberg                 | Ernst Stangl        | Anton Obernosterer  | Gottfried Lexer     |
| 1971 | Vandans                    | Anton Obernosterer  | Gottfried Lexer     | Erwin Eichelberger  |
| 1973 | Taisten                    | Ernst Stangl        | Josef Trojer        | Engelbert Fuchs     |
| 1974 | Niedernsill                | Erich Graber        | Erwin Eichelberger  | Albert Eichelberger |
| 1975 | Feld am See                | Alfred Kogler       | Erich Graber        | Helmut Hutter       |
| 1977 | Seis am Schlern            | Erich Graber        | Werner Beikircher   | Damiano Lugon       |
| 1978 | Aurach bei Kitzbühel       | Hubert Mairamhof    | Werner Prantl       | Alfred Kogler       |
| 1979 | Fénis                      | Damiano Lugon       | Otto Bachmann       | Andrea Millet       |
| 1981 | Niedernsill                | Otto Bachmann       | Damiano Lugon       | Othmar Neulichedl   |
| 1983 | St. Konrad                 | Otto Bachmann       | Martin Jud          | Andreas Jud         |
| 1985 | Szczyrk                    | Manfred Danklmaier  | Damiano Lugon       | Robert Tomelitsch   |
| 1987 | Jesenice                   | Manfred Gräber      | Harald Steinhauser  | Erhard Mahlknecht   |
| 1989 | Garmisch-Partenkirchen     | Damiano Lugon       | Gerhard Pilz        | Manfred Gräber      |
| 1991 | Völs am Schlern            | Franz Obrist        | Erhard Mahlknecht   | Harald Steinhauser  |
| 1993 | Stein an der Enns          | Anton Blasbichler   | Willi Danklmaier    | Franz Obrist        |
| 1995 | Kandalakscha               | Manfred Gräber      | Martin Gruber       | Robert Tomelitsch   |
| 1997 | Moos in Passeier           | Reinhard Gruber     | Manfred Gräber      | Gerhard Pilz        |
| 1999 | Szczyrk                    | Anton Blasbichler   | Robert Batkowski    | Gerald Kallan       |
| 2002 | Frantschach-Sankt Gertraud | Gerhard Pilz        | Robert Batkowski    | Gernot Schwab       |
| 2004 | Hüttau                     | Gerhard Pilz        | Andreas Castiglioni | Gerald Kallan       |
| 2006 | Umhausen                   | Gernot Schwab       | Thomas Schopf       | Patrick Pigneter    |
| 2008 | Olang                      | Robert Batkowski    | Anton Blasbichler   | Patrick Pigneter    |
| 2010 | Sankt Sebastian            | Patrick Pigneter    | Thomas Kammerlander | Anton Blasbichler   |
| 2012 | Nowouralsk                 | Patrick Pigneter    | Michael Scheikl     | Hannes Clara        |
| 2014 | Umhausen                   | Patrick Pigneter    | Thomas Kammerlander | Alex Gruber         |
| 2016 | Pfelders                   | Thomas Kammerlander | Patrick Pigneter    | Christian Schopf    |
| 2018 | Obdach                     | Thomas Kammerlander | Alex Gruber         | Patrick Pigneter    |
| 2020 | Moskau                     | Michael Scheikl     | Alexander Jegorow   | Alex Gruber         |
| 2022 | Laas                       | Alex Gruber         | Michael Scheikl     | Patrick Pigneter    |

## Einsitzer Damen
| EM   | Austragungsort             | Gold                   | Silber                 | Bronze                 |
| ---- | -------------------------- | ---------------------- | ---------------------- | ---------------------- |
| 1970 | Kapfenberg                 | Hannelore Plattner     | Klara Niedertscheider  | Maria Dibiasi          |
| 1971 | Vandans                    | Klara Niedertscheider  | Annemarie Ebner        | Ruth Oberhöller        |
| 1973 | Taisten                    | Elfriede Pirkmann      | Berta Pichler          | Martha Ruech           |
| 1974 | Niedernsill                | Klara Niedertscheider  | Elfriede Pirkmann      | Annemarie Ebner        |
| 1975 | Feld am See                | Klara Niedertscheider  | Annemarie Ebner        | Elfriede Pirkmann      |
| 1977 | Seis am Schlern            | Helene Mitterstieler   | Elfriede Pirkmann      | Rosa Schwingshackl     |
| 1978 | Aurach bei Kitzbühel       | Elfriede Pirkmann      | Roswitha Fischer       | Ruth Oberhöller        |
| 1979 | Fénis                      | Roswitha Fischer       | Christa Fontana        | Herta Hafner           |
| 1981 | Niedernsill                | Delia Vaudan           | Helene Mitterstieler   | Elfriede Pirkmann      |
| 1983 | St. Konrad                 | Ingeborg Innerhofer    | Irmgard Lanthaler      | Delia Vaudan           |
| 1985 | Szczyrk                    | Delia Vaudan           | Irmgard Lanthaler      | Herta Hafner           |
| 1987 | Jesenice                   | Delia Vaudan           | Helga Pichler          | Irene Koch             |
| 1989 | Garmisch-Partenkirchen     | Delia Vaudan           | Jeanette Koppensteiner | Irene Koch             |
| 1991 | Völs am Schlern            | Doris Haselrieder      | Irene Koch             | Delia Vaudan           |
| 1993 | Stein an der Enns          | Irene Zechner          | Doris Haselrieder      | Elvira Holzknecht      |
| 1995 | Kandalakscha               | Irene Zechner          | Ljubow Panjutina       | Elvira Holzknecht      |
| 1997 | Moos in Passeier           | Ljubow Panjutina       | Elvira Holzknecht      | Sonja Steinacher       |
| 1999 | Szczyrk                    | Sonja Steinacher       | Elvira Holzknecht      | Christa Gietl          |
| 2002 | Frantschach-Sankt Gertraud | Sandra Lanthaler       | Jekaterina Lawrentjewa | Sonja Steinacher       |
| 2004 | Hüttau                     | Jekaterina Lawrentjewa | Christa Gietl          | Barbara Abart          |
| 2006 | Umhausen                   | Christa Gietl          | Imelda Gruber          | Renate Gietl           |
| 2008 | Olang                      | Jekaterina Lawrentjewa | Renate Kasslatter      | Renate Gietl           |
| 2010 | Sankt Sebastian            | Jekaterina Lawrentjewa | Evelin Lanthaler       | Renate Gietl           |
| 2012 | Nowouralsk                 | Jekaterina Lawrentjewa | Melanie Batkowski      | Evelin Lanthaler       |
| 2014 | Umhausen                   | Jekaterina Lawrentjewa | Melanie Schwarz        | Tina Unterberger       |
| 2016 | Pfelders                   | Evelin Lanthaler       | Greta Pinggera         | Jekaterina Lawrentjewa |
| 2018 | Obdach                     | Evelin Lanthaler       | Greta Pinggera         | Tina Unterberger       |
| 2020 | Moskau                     | Evelin Lanthaler       | Jekaterina Lawrentjewa | Tina Unterberger       |
| 2022 | Laas                       | Evelin Lanthaler       | Greta Pinggera         | Tina Unterberger       |

## Doppelsitzer
| EM   | Austragungsort             | Gold                                     | Silber                                  | Bronze                                 |
| ---- | -------------------------- | ---------------------------------------- | --------------------------------------- | -------------------------------------- |
| 1970 | Kapfenberg                 | Anton Obernosterer Josef Lexer           | Hans Graber Erich Graber                | Josef Hilgarter Gerhard Sandhofer      |
| 1971 | Vandans                    | Siegfried Graber Josef Niedermair        | Anton Obernosterer Gabriel Obernosterer | Siegfried Wild Othmar Hofer            |
| 1973 | Taisten                    | Paul Mitterstieler Peter Vötter          | Anton Obernosterer Gabriel Obernosterer | Friedrich Wurzer Bruno Wurzer          |
| 1974 | Niedernsill                | Siegfried Wild Othmar Hofer              | Robert Jud Erich Graber                 | Helmut Kleinhofer Karl Flacher         |
| 1975 | Feld am See                | Robert Jud Erich Graber                  | Engelbert Fuchs Gottfried Kreuzer       | Ernst Stangl Erwin Eichelberger        |
| 1977 | Seis am Schlern            | Robert Jud Erich Graber                  | Johann Mair Michael Plaikner            | Hubert Mairamhof Josef Ploner          |
| 1978 | Aurach bei Kitzbühel       | Werner Mücke Helmut Hutter               | Hubert Mairamhof Josef Ploner           | Gebhard Oberbichler Hubert Außerdorfer |
| 1979 | Fénis                      | Werner Prantl Florian Prantl             | Damiano Lugon Andrea Millet             | Oswald Pörnbacher Erich Graber         |
| 1981 | Niedernsill                | Alfred Kogler Franz Huber                | Hubert Mairamhof Herbert Huber          | Manfred Danklmaier Willi Danklmaier    |
| 1983 | St. Konrad                 | Andreas Jud Günther Steinhauser          | Raimund Pigneter Georg Antholzer        | Roland Trattnig Harald Rabitsch        |
| 1985 | Szczyrk                    | Raimund Pigneter Georg Antholzer         | Almir Betemps Corrado Herin             | Andreas Jud Ernst Oberhammer           |
| 1987 | Jesenice                   | Andreas Jud Ernst Oberhammer             | Almir Betemps Corrado Herin             | Arnold Lunger Günther Steinhauser      |
| 1989 | Garmisch-Partenkirchen     | Arnold Lunger Günther Steinhauser        | Manfred Gräber Ernst Marmsoler          | Reinhold Buchmann Manfred Als          |
| 1991 | Völs am Schlern            | Krzysztof Niewiadomski Oktawian Samulski | Roland Niedermair Hubert Burger         | Georg Eberharter Walter Mauracher      |
| 1993 | Stein an der Enns          | Almir Betemps Corrado Herin              | Jürgen Pezzi Christian Hafner           | Reinhold Buchmann Manfred Als          |
| 1995 | Kandalakscha               | Helmut Ruetz Andi Ruetz                  | Martin Psenner Arthur Künig             | Jürgen Pezzi Christian Hafner          |
| 1997 | Moos in Passeier           | Helmut Ruetz Andi Ruetz                  | Martin Psenner Christian Hafner         | Reinhard Beer Herbert Kögl             |
| 1999 | Szczyrk                    | Helmut Ruetz Andi Ruetz                  | Peter Lechner Peter Braunegger          | Armin Mair David Mair                  |
| 2002 | Frantschach-Sankt Gertraud | Wolfgang Schopf Andreas Schopf           | Reinhard Beer Herbert Kögl              | Andrzej Laszczak Damian Waniczek       |
| 2004 | Hüttau                     | Pawel Porschnew Iwan Lasarew             | Denis Alimow Roman Molwistow            | Wolfgang Schopf Andreas Schopf         |
| 2006 | Umhausen                   | Pawel Porschnew Iwan Lasarew             | Christian Schatz Gerhard Mühlbacher     | Denis Alimow Roman Molwistow           |
| 2008 | Olang                      | Pawel Porschnew Iwan Lasarew             | Patrick Pigneter Florian Clara          | Alexander Jegorow Pjotr Popow          |
| 2010 | Sankt Sebastian            | Patrick Pigneter Florian Clara           | Andrzej Laszczak Damian Waniczek        | Alexander Jegorow Pjotr Popow          |
| 2012 | Nowouralsk                 | Pawel Porschnew Iwan Lasarew             | Christian Schopf Andreas Schopf         | Christian Schatz Gerhard Mühlbacher    |
| 2014 | Umhausen                   | Patrick Pigneter Florian Clara           | Pawel Porschnew Iwan Lasarew            | Alexander Jegorow Pjotr Popow          |
| 2016 | Pfelders                   | Patrick Pigneter Florian Clara           | Christian Schopf Andreas Schopf         | Pawel Porschnew Iwan Lasarew           |
| 2018 | Obdach                     | Patrick Pigneter Florian Clara           | Rupert Brüggler Tobias Angerer          | Alexander Jegorow Pjotr Popow          |
| 2020 | Moskau                     | Patrick Lambacher Matthias Lambacher     | Pawel Porschnew Iwan Lasarew            | Patrick Pigneter Florian Clara         |
| 2022 | Laas                       | Pawel Porschnew Iwan Lasarew             | Patrick Pigneter Florian Clara          | Fabian Achenrainer Simon Achenrainer   |

## Mannschaftswettbewerb
| EM   | Austragungsort  | Gold                                                                                | Silber                                                                             | Bronze                                                                                |
| ---- | --------------- | ----------------------------------------------------------------------------------- | ---------------------------------------------------------------------------------- | ------------------------------------------------------------------------------------- |
| 2010 | Sankt Sebastian | Österreich IMelanie Batkowski Thomas Kammerlander Christian Schopf – Andreas Schopf | Italien IRenate Gietl Alex Gruber Patrick Pigneter – Florian Clara                 | Österreich IIMarlies Wagner Gerald Kammerlander Christian Schatz – Gerhard Mühlbacher |
| 2012 | Nowouralsk      | Russland IJekaterina Lawrentjewa Juri Talych Pawel Porschnew – Iwan Lasarew         | Österreich IITina Unterberger Thomas Schopf Christian Schatz – Gerhard Mühlbacher  | Österreich IMelanie Batkowski Michael Scheikl Christian Schopf – Andreas Schopf       |
| 2014 | Umhausen        | ItalienMelanie Schwarz Alex Gruber Patrick Pigneter – Florian Clara                 | RusslandJekaterina Lawrentjewa Stanislaw Kowschik Pawel Porschnew – Iwan Lasarew   | ÖsterreichTina Unterberger Thomas Kammerlander Christian Schopf – Andreas Schopf      |
| 2016 | Pfelders        | Italien IEvelin Lanthaler Alex Gruber Patrick Pigneter – Florian Clara              | Österreich ITina Unterberger Thomas Kammerlander Christian Schopf – Andreas Schopf | Russland IJekaterina Lawrentjewa Grigori Bukin Alexander Jegorow – Pjotr Popow        |
| 2018 | Obdach          | ÖsterreichTina Unterberger Thomas Kammerlander Rupert Brüggler – Tobias Angerer     | ItalienEvelin Lanthaler Alex Gruber Patrick Pigneter – Florian Clara               | RusslandDarja Malejewa Alexander Jegorow Pawel Porschnew – Iwan Lasarew               |
| 2020 | Moskau          | ItalienEvelin Lanthaler Patrick Pigneter Alex Gruber                                | ÖsterreichTina Unterberger Michael Scheikl Fabian Achenrainer                      | RusslandJekaterina Lawrentjewa Alexander Jegorow Alexei Martjanow                     |
| 2022 | Laas            | ItalienEvelin Lanthaler Alex Gruber                                                 | ÖsterreichTina Unterberger Michael Scheikl                                         | RusslandJekaterina Lawrentjewa Alexander Jegorow                                      |

## Medaillengewinner
- Platzierung: Gibt die Reihenfolge der Athleten wieder. Diese wird durch die Anzahl der Goldmedaillen bestimmt. Bei gleicher Anzahl werden die Silbermedaillen verglichen und anschließend die errungenen Bronzemedaillen.
- Name: Nennt den Namen des Athleten.
- Land: Nennt das Land, für das der Athlet startete.
- Von: Das Jahr, in dem der Athlet die erste Medaille gewonnen hat.
- Bis: Das Jahr, in dem der Athlet die letzte Medaille gewonnen hat.
- Gold: Nennt die Anzahl der gewonnenen Goldmedaillen.
- Silber: Nennt die Anzahl der gewonnenen Silbermedaillen.
- Bronze: Nennt die Anzahl der gewonnenen Bronzemedaillen.
- Gesamt: Nennt die Anzahl aller gewonnenen Medaillen.

Hinweis:
- Medaillen, die im Teamwettbewerb gewonnen wurden, werden nicht in die Statistik der erfolgreichsten Athleten mit einbezogen.

### Erfolgreichste Athleten
| Platz | Name                   | Land       | Von  | Bis  | Gold | Silber | Bronze | Gesamt |
| ----- | ---------------------- | ---------- | ---- | ---- | ---- | ------ | ------ | ------ |
| 01.   | Patrick Pigneter       | Italien    | 2006 | 2022 | 7    | 3      | 5      | 15     |
| 02.   | Jekaterina Lawrentjewa | Russland   | 2002 | 2020 | 5    | 2      | 1      | 8      |
| 02.   | Iwan Lasarew           | Russland   | 2004 | 2022 | 5    | 2      | 1      | 8      |
| 02.   | Pawel Porschnew        | Russland   | 2004 | 2022 | 5    | 2      | 1      | 8      |
| 05.   | Erich Graber           | Italien    | 1970 | 1979 | 4    | 3      | 1      | 8      |
| 06.   | Florian Clara          | Italien    | 2008 | 2022 | 4    | 2      | 1      | 7      |
| 07.   | Evelin Lanthaler       | Italien    | 2010 | 2022 | 4    | 1      | 1      | 6      |
| 08.   | Delia Vaudan           | Italien    | 1981 | 1991 | 4    | –      | 2      | 6      |
| 09.   | Klara Niedertscheider  | Österreich | 1970 | 1975 | 3    | 1      | –      | 4      |
| 10.   | Andi Ruetz             | Österreich | 1995 | 1999 | 3    | –      | –      | 3      |
| 10.   | Helmut Ruetz           | Österreich | 1995 | 1999 | 3    | –      | –      | 3      |

### Einsitzer Herren
| Platz | Name                | Land       | Von  | Bis  | Gold | Silber | Bronze | Gesamt |
| ----- | ------------------- | ---------- | ---- | ---- | ---- | ------ | ------ | ------ |
| 01.   | Patrick Pigneter    | Italien    | 2006 | 2022 | 3    | 1      | 4      | 8      |
| 02.   | Damiano Lugon       | Italien    | 1977 | 1989 | 2    | 2      | 1      | 5      |
| 03.   | Thomas Kammerlander | Österreich | 2010 | 2018 | 2    | 2      | –      | 4      |
| 04.   | Anton Blasbichler   | Italien    | 1993 | 2010 | 2    | 1      | 1      | 4      |
| 04.   | Manfred Gräber      | Italien    | 1987 | 1997 | 2    | 1      | 1      | 4      |
| 04.   | Gerhard Pilz        | Österreich | 1989 | 2004 | 2    | 1      | 1      | 4      |
| 07.   | Otto Bachmann       | Italien    | 1979 | 1983 | 2    | 1      | –      | 3      |
| 07.   | Erich Graber        | Italien    | 1974 | 1977 | 2    | 1      | –      | 3      |
| 09.   | Ernst Stangl        | Österreich | 1970 | 1973 | 2    | –      | –      | 2      |
| 10.   | Robert Batkowski    | Österreich | 1999 | 2008 | 1    | 2      | –      | 3      |
| 10.   | Michael Scheikl     | Österreich | 2012 | 2022 | 1    | 2      | –      | 3      |
| 12.   | Alex Gruber         | Italien    | 2014 | 2022 | 1    | 1      | 2      | 4      |
| 13.   | Anton Obernosterer  | Österreich | 1970 | 1971 | 1    | 1      | –      | 2      |
| 14.   | Alfred Kogler       | Österreich | 1975 | 1978 | 1    | –      | 1      | 2      |
| 14.   | Franz Obrist        | Italien    | 1991 | 1993 | 1    | –      | 1      | 2      |
| 14.   | Gernot Schwab       | Österreich | 2002 | 2006 | 1    | –      | 1      | 2      |
| 17.   | Manfred Danklmaier  | Österreich | 1985 | 1985 | 1    | –      | –      | 1      |
| 17.   | Reinhard Gruber     | Italien    | 1997 | 1997 | 1    | –      | –      | 1      |
| 17.   | Hubert Mairamhof    | Italien    | 1978 | 1978 | 1    | –      | –      | 1      |
| 20.   | Erwin Eichelberger  | Österreich | 1971 | 1974 | –    | 1      | 1      | 2      |
| 20.   | Gottfried Lexer     | Österreich | 1970 | 1971 | –    | 1      | 1      | 2      |
| 20.   | Erhard Mahlknecht   | Italien    | 1987 | 1991 | –    | 1      | 1      | 2      |
| 20.   | Harald Steinhauser  | Italien    | 1987 | 1991 | –    | 1      | 1      | 2      |
| 24.   | Werner Beikircher   | Italien    | 1977 | 1977 | –    | 1      | –      | 1      |
| 24.   | Andreas Castiglioni | Italien    | 2004 | 2004 | –    | 1      | –      | 1      |
| 24.   | Willi Danklmaier    | Österreich | 1993 | 1993 | –    | 1      | –      | 1      |
| 24.   | Martin Gruber       | Italien    | 1995 | 1995 | –    | 1      | –      | 1      |
| 24.   | Alexander Jegorow   | Russland   | 2020 | 2020 | –    | 1      | –      | 1      |
| 24.   | Martin Jud          | Italien    | 1983 | 1983 | –    | 1      | –      | 1      |
| 24.   | Werner Prantl       | Österreich | 1978 | 1978 | –    | 1      | –      | 1      |
| 24.   | Thomas Schopf       | Österreich | 2006 | 2006 | –    | 1      | –      | 1      |
| 24.   | Josef Trojer        | Italien    | 1973 | 1973 | –    | 1      | –      | 1      |
| 33.   | Gerald Kallan       | Österreich | 1999 | 2004 | –    | –      | 2      | 2      |
| 33.   | Robert Tomelitsch   | Österreich | 1985 | 1995 | –    | –      | 2      | 2      |
| 35.   | Hannes Clara        | Italien    | 2012 | 2012 | –    | –      | 1      | 1      |
| 35.   | Albert Eichelberger | Österreich | 1974 | 1974 | –    | –      | 1      | 1      |
| 35.   | Engelbert Fuchs     | Österreich | 1973 | 1973 | –    | –      | 1      | 1      |
| 35.   | Helmut Hutter       | Österreich | 1975 | 1975 | –    | –      | 1      | 1      |
| 35.   | Andreas Jud         | Italien    | 1983 | 1983 | –    | –      | 1      | 1      |
| 35.   | Andrea Millet       | Italien    | 1979 | 1979 | –    | –      | 1      | 1      |
| 35.   | Othmar Neulichedl   | Italien    | 1981 | 1981 | –    | –      | 1      | 1      |
| 35.   | Christian Schopf    | Österreich | 2016 | 2016 | –    | –      | 1      | 1      |

### Einsitzer Damen
| Platz | Name                   | Land       | Von  | Bis  | Gold | Silber | Bronze | Gesamt |
| ----- | ---------------------- | ---------- | ---- | ---- | ---- | ------ | ------ | ------ |
| 01.   | Jekaterina Lawrentjewa | Russland   | 2002 | 2020 | 5    | 2      | 1      | 8      |
| 02.   | Evelin Lanthaler       | Italien    | 2010 | 2022 | 4    | 1      | 1      | 6      |
| 03.   | Delia Vaudan           | Italien    | 1981 | 1991 | 4    | –      | 2      | 6      |
| 04.   | Klara Niedertscheider  | Österreich | 1970 | 1975 | 3    | 1      | –      | 4      |
| 05.   | Elfriede Pirkmann      | Österreich | 1973 | 1981 | 2    | 2      | 2      | 6      |
| 06.   | Irene Zechner          | Österreich | 1987 | 1995 | 2    | 1      | 2      | 5      |
| 07.   | Christa Gietl          | Italien    | 1999 | 2006 | 1    | 1      | 1      | 3      |
| 08.   | Roswitha Fischer       | Italien    | 1978 | 1979 | 1    | 1      | –      | 2      |
| 08.   | Doris Haselrieder      | Italien    | 1991 | 1993 | 1    | 1      | –      | 2      |
| 08.   | Helene Mitterstieler   | Italien    | 1977 | 1981 | 1    | 1      | –      | 2      |
| 08.   | Ljubow Panjutina       | Russland   | 1995 | 1997 | 1    | 1      | –      | 2      |
| 12.   | Sonja Steinacher       | Italien    | 1997 | 2002 | 1    | –      | 2      | 3      |
| 13.   | Ingeborg Innerhofer    | Österreich | 1983 | 1983 | 1    | –      | –      | 1      |
| 13.   | Sandra Lanthaler       | Italien    | 2002 | 2002 | 1    | –      | –      | 1      |
| 13.   | Hannelore Plattner     | Österreich | 1970 | 1970 | 1    | –      | –      | 1      |
| 16.   | Greta Pinggera         | Italien    | 2016 | 2022 | –    | 3      | –      | 3      |
| 17.   | Elvira Holzknecht      | Österreich | 1993 | 1999 | –    | 2      | 2      | 4      |
| 18.   | Annemarie Ebner        | Österreich | 1971 | 1975 | –    | 2      | 1      | 3      |
| 19.   | Irmgard Lanthaler      | Italien    | 1983 | 1985 | –    | 2      | –      | 2      |
| 20.   | Melanie Batkowski      | Österreich | 2012 | 2012 | –    | 1      | –      | 1      |
| 20.   | Christa Fontana        | Italien    | 1979 | 1979 | –    | 1      | –      | 1      |
| 20.   | Imelda Gruber          | Italien    | 2006 | 2006 | –    | 1      | –      | 1      |
| 20.   | Renate Kasslatter      | Italien    | 2008 | 2008 | –    | 1      | –      | 1      |
| 20.   | Jeanette Koppensteiner | Österreich | 1989 | 1989 | –    | 1      | –      | 1      |
| 20.   | Berta Pichler          | Österreich | 1973 | 1973 | –    | 1      | –      | 1      |
| 20.   | Helga Pichler          | Italien    | 1987 | 1987 | –    | 1      | –      | 1      |
| 20.   | Melanie Schwarz        | Italien    | 2014 | 2014 | –    | 1      | –      | 1      |
| 28.   | Tina Unterberger       | Österreich | 2014 | 2022 | –    | –      | 4      | 4      |
| 29.   | Renate Gietl           | Italien    | 2006 | 2010 | –    | –      | 3      | 3      |
| 30.   | Herta Hafner           | Italien    | 1979 | 1985 | –    | –      | 2      | 2      |
| 30.   | Ruth Oberhöller        | Österreich | 1971 | 1978 | –    | –      | 2      | 2      |
| 32.   | Barbara Abart          | Italien    | 2004 | 2004 | –    | –      | 1      | 1      |
| 32.   | Maria Dibiasi          | Italien    | 1970 | 1970 | –    | –      | 1      | 1      |
| 32.   | Martha Ruech           | Österreich | 1973 | 1973 | –    | –      | 1      | 1      |
| 32.   | Rosa Schwingshackl     | Italien    | 1977 | 1977 | –    | –      | 1      | 1      |

### Doppelsitzer
| Platz | Name                   | Land       | Von  | Bis  | Gold | Silber | Bronze | Gesamt |
| ----- | ---------------------- | ---------- | ---- | ---- | ---- | ------ | ------ | ------ |
| 01.   | Iwan Lasarew           | Russland   | 2004 | 2022 | 5    | 2      | 1      | 8      |
| 01.   | Pawel Porschnew        | Russland   | 2004 | 2022 | 5    | 2      | 1      | 8      |
| 03.   | Florian Clara          | Italien    | 2008 | 2022 | 4    | 2      | 1      | 7      |
| 03.   | Patrick Pigneter       | Italien    | 2008 | 2022 | 4    | 2      | 1      | 7      |
| 05.   | Andi Ruetz             | Österreich | 1995 | 1999 | 3    | –      | –      | 3      |
| 05.   | Helmut Ruetz           | Österreich | 1995 | 1999 | 3    | –      | –      | 3      |
| 07.   | Erich Graber           | Italien    | 1970 | 1979 | 2    | 2      | 1      | 5      |
| 08.   | Robert Jud             | Italien    | 1974 | 1977 | 2    | 1      | –      | 3      |
| 09.   | Andreas Jud            | Italien    | 1983 | 1987 | 2    | –      | 1      | 3      |
| 09.   | Günther Steinhauser    | Italien    | 1983 | 1989 | 2    | –      | 1      | 3      |
| 11.   | Andreas Schopf         | Österreich | 2002 | 2016 | 1    | 2      | 1      | 4      |
| 12.   | Almir Betemps          | Italien    | 1985 | 1993 | 1    | 2      | –      | 3      |
| 12.   | Anton Obernosterer     | Österreich | 1970 | 1973 | 1    | 2      | –      | 3      |
| 12.   | Corrado Herin          | Italien    | 1985 | 1993 | 1    | 2      | –      | 3      |
| 15.   | Georg Antholzer        | Italien    | 1983 | 1985 | 1    | 1      | –      | 2      |
| 15.   | Raimund Pigneter       | Italien    | 1983 | 1985 | 1    | 1      | –      | 2      |
| 17.   | Othmar Hofer           | Österreich | 1971 | 1974 | 1    | –      | 1      | 2      |
| 17.   | Arnold Lunger          | Italien    | 1987 | 1989 | 1    | –      | 1      | 2      |
| 17.   | Ernst Oberhammer       | Italien    | 1985 | 1987 | 1    | –      | 1      | 2      |
| 17.   | Wolfgang Schopf        | Österreich | 2002 | 2004 | 1    | –      | 1      | 2      |
| 17.   | Siegfried Wild         | Österreich | 1971 | 1974 | 1    | –      | 1      | 2      |
| 22.   | Siegfried Graber       | Italien    | 1971 | 1971 | 1    | –      | –      | 1      |
| 22.   | Franz Huber            | Österreich | 1981 | 1981 | 1    | –      | –      | 1      |
| 22.   | Helmut Hutter          | Österreich | 1978 | 1978 | 1    | –      | –      | 1      |
| 22.   | Alfred Kogler          | Österreich | 1981 | 1981 | 1    | –      | –      | 1      |
| 22.   | Matthias Lambacher     | Italien    | 2020 | 2020 | 1    | –      | –      | 1      |
| 22.   | Patrick Lambacher      | Italien    | 2020 | 2020 | 1    | –      | –      | 1      |
| 22.   | Josef Lexer            | Österreich | 1970 | 1970 | 1    | –      | –      | 1      |
| 22.   | Paul Mitterstieler     | Italien    | 1973 | 1973 | 1    | –      | –      | 1      |
| 22.   | Werner Mücke           | Österreich | 1978 | 1978 | 1    | –      | –      | 1      |
| 22.   | Josef Niedermair       | Italien    | 1971 | 1971 | 1    | –      | –      | 1      |
| 22.   | Krzysztof Niewiadomski | Polen      | 1991 | 1991 | 1    | –      | –      | 1      |
| 22.   | Florian Prantl         | Österreich | 1979 | 1979 | 1    | –      | –      | 1      |
| 22.   | Werner Prantl          | Österreich | 1979 | 1979 | 1    | –      | –      | 1      |
| 22.   | Oktawian Samulski      | Polen      | 1991 | 1991 | 1    | –      | –      | 1      |
| 22.   | Peter Vötter           | Italien    | 1973 | 1973 | 1    | –      | –      | 1      |
| 37.   | Hubert Mairamhof       | Italien    | 1977 | 1981 | –    | 2      | 1      | 3      |
| 37.   | Christian Hafner       | Italien    | 1993 | 1997 | –    | 2      | 1      | 3      |
| 39.   | Gabriel Obernosterer   | Österreich | 1971 | 1973 | –    | 2      | –      | 2      |
| 39.   | Martin Psenner         | Italien    | 1995 | 1997 | –    | 2      | –      | 2      |
| 39.   | Christian Schopf       | Österreich | 2012 | 2016 | –    | 2      | –      | 2      |
| 42.   | Denis Alimow           | Russland   | 2004 | 2006 | –    | 1      | 1      | 2      |
| 42.   | Reinhard Beer          | Österreich | 1997 | 2002 | –    | 1      | 1      | 2      |
| 42.   | Herbert Kögl           | Österreich | 1997 | 2002 | –    | 1      | 1      | 2      |
| 42.   | Andrzej Laszczak       | Polen      | 2002 | 2010 | –    | 1      | 1      | 2      |
| 42.   | Roman Molwistow        | Russland   | 2004 | 2006 | –    | 1      | 1      | 2      |
| 42.   | Gerhard Mühlbacher     | Österreich | 2006 | 2012 | –    | 1      | 1      | 2      |
| 42.   | Jürgen Pezzi           | Italien    | 1993 | 1995 | –    | 1      | 1      | 2      |
| 42.   | Josef Ploner           | Italien    | 1977 | 1978 | –    | 1      | 1      | 2      |
| 42.   | Christian Schatz       | Österreich | 2006 | 2012 | –    | 1      | 1      | 2      |
| 42.   | Damian Waniczek        | Polen      | 2002 | 2010 | –    | 1      | 1      | 2      |
| 52.   | Tobias Angerer         | Österreich | 2018 | 2018 | –    | 1      | –      | 1      |
| 52.   | Peter Braunegger       | Österreich | 1999 | 1999 | –    | 1      | –      | 1      |
| 52.   | Rupert Brüggler        | Österreich | 2018 | 2018 | –    | 1      | –      | 1      |
| 52.   | Hubert Burger          | Italien    | 1991 | 1991 | –    | 1      | –      | 1      |
| 52.   | Engelbert Fuchs        | Österreich | 1975 | 1975 | –    | 1      | –      | 1      |
| 52.   | Hans Graber            | Italien    | 1970 | 1970 | –    | 1      | –      | 1      |
| 52.   | Manfred Gräber         | Italien    | 1989 | 1989 | –    | 1      | –      | 1      |
| 52.   | Herbert Huber          | Italien    | 1981 | 1981 | –    | 1      | –      | 1      |
| 52.   | Gottfried Kreuzer      | Österreich | 1975 | 1975 | –    | 1      | –      | 1      |
| 52.   | Arthur Künig           | Italien    | 1995 | 1995 | –    | 1      | –      | 1      |
| 52.   | Peter Lechner          | Österreich | 1999 | 1999 | –    | 1      | –      | 1      |
| 52.   | Damiano Lugon          | Italien    | 1979 | 1979 | –    | 1      | –      | 1      |
| 52.   | Johann Mair            | Italien    | 1977 | 1977 | –    | 1      | –      | 1      |
| 52.   | Ernst Marmsoler        | Italien    | 1989 | 1989 | –    | 1      | –      | 1      |
| 52.   | Andrea Millet          | Italien    | 1979 | 1979 | –    | 1      | –      | 1      |
| 52.   | Roland Niedermair      | Italien    | 1991 | 1991 | –    | 1      | –      | 1      |
| 52.   | Michael Plaikner       | Italien    | 1977 | 1977 | –    | 1      | –      | 1      |
| 69.   | Alexander Jegorow      | Russland   | 2008 | 2018 | –    | –      | 4      | 4      |
| 69.   | Pjotr Popow            | Russland   | 2008 | 2018 | –    | –      | 4      | 4      |
| 71.   | Manfred Als            | Österreich | 1989 | 1993 | –    | –      | 2      | 2      |
| 71.   | Reinhold Buchmann      | Österreich | 1989 | 1993 | –    | –      | 2      | 2      |
| 73.   | Fabian Achenrainer     | Österreich | 2022 | 2022 | –    | –      | 1      | 1      |
| 73.   | Simon Achenrainer      | Österreich | 2022 | 2022 | –    | –      | 1      | 1      |
| 73.   | Hubert Außerdorfer     | Österreich | 1978 | 1978 | –    | –      | 1      | 1      |
| 73.   | Manfred Danklmaier     | Österreich | 1981 | 1981 | –    | –      | 1      | 1      |
| 73.   | Willi Danklmaier       | Österreich | 1981 | 1981 | –    | –      | 1      | 1      |
| 73.   | Georg Eberharter       | Österreich | 1991 | 1991 | –    | –      | 1      | 1      |
| 73.   | Erwin Eichelberger     | Österreich | 1975 | 1975 | –    | –      | 1      | 1      |
| 73.   | Karl Flacher           | Österreich | 1974 | 1974 | –    | –      | 1      | 1      |
| 73.   | Josef Hilgarter        | Österreich | 1970 | 1970 | –    | –      | 1      | 1      |
| 73.   | Helmut Kleinhofer      | Österreich | 1974 | 1974 | –    | –      | 1      | 1      |
| 73.   | Armin Mair             | Italien    | 1999 | 1999 | –    | –      | 1      | 1      |
| 73.   | David Mair             | Italien    | 1999 | 1999 | –    | –      | 1      | 1      |
| 73.   | Walter Mauracher       | Österreich | 1991 | 1991 | –    | –      | 1      | 1      |
| 73.   | Gebhard Oberbichler    | Österreich | 1978 | 1978 | –    | –      | 1      | 1      |
| 73.   | Oswald Pörnbacher      | Italien    | 1979 | 1979 | –    | –      | 1      | 1      |
| 73.   | Harald Rabitsch        | Österreich | 1983 | 1983 | –    | –      | 1      | 1      |
| 73.   | Gerhard Sandhofer      | Österreich | 1970 | 1970 | –    | –      | 1      | 1      |
| 73.   | Ernst Stangl           | Österreich | 1975 | 1975 | –    | –      | 1      | 1      |
| 73.   | Roland Trattnig        | Österreich | 1983 | 1983 | –    | –      | 1      | 1      |
| 73.   | Bruno Wurzer           | Italien    | 1973 | 1973 | –    | –      | 1      | 1      |
| 73.   | Friedrich Wurzer       | Italien    | 1973 | 1973 | –    | –      | 1      | 1      |

## Nationenwertungen

### Gesamt
| Platz | Land       | Gold | Silber | Bronze | Gesamt |
| ----- | ---------- | ---- | ------ | ------ | ------ |
| 1.    | Italien    | 49   | 48     | 38     | 135    |
| 2.    | Österreich | 32   | 37     | 44     | 113    |
| 3.    | Russland   | 12   | 08     | 11     | 031    |
| 4.    | Polen      | 01   | 01     | 01     | 003    |

### Einsitzer Herren
| Platz | Land       | Gold | Silber | Bronze | Gesamt |
| ----- | ---------- | ---- | ------ | ------ | ------ |
| 1.    | Italien    | 17   | 15     | 16     | 48     |
| 2.    | Österreich | 12   | 13     | 13     | 38     |
| 3.    | Russland   | –    | 01     | –      | 01     |

### Einsitzer Damen
| Platz | Land       | Gold | Silber | Bronze | Gesamt |
| ----- | ---------- | ---- | ------ | ------ | ------ |
| 1.    | Italien    | 14   | 15     | 14     | 43     |
| 2.    | Österreich | 09   | 11     | 14     | 34     |
| 3.    | Russland   | 06   | 03     | 01     | 10     |

### Doppelsitzer
| Platz | Land       | Gold | Silber | Bronze | Gesamt |
| ----- | ---------- | ---- | ------ | ------ | ------ |
| 1.    | Italien    | 14   | 16     | 08     | 38     |
| 2.    | Österreich | 09   | 09     | 14     | 32     |
| 3.    | Russland   | 05   | 03     | 06     | 14     |
| 4.    | Polen      | 01   | 01     | 01     | 03     |

### Mannschaftswettbewerb
| Platz | Land       | Gold | Silber | Bronze | Gesamt |
| ----- | ---------- | ---- | ------ | ------ | ------ |
| 1.    | Italien    | 3    | 2      | –      | 5      |
| 2.    | Österreich | 2    | 4      | 2      | 8      |
| 3.    | Russland   | 1    | –      | 4      | 5      |